# 太平 (辽朝)
太平（1021年十一月—1031年六月）是辽圣宗耶律隆绪的笫三個年号。辽朝使用该年号共11年。
高丽自1022年起用辽年号，该年号用至1037年。

## 改元
- 開泰十年——十一月十二日，改元太平。[3]
- 太平十一年——六月三日，遼聖宗去世，遼興宗耶律宗真即位。六月十五日，改元景福。[4][5]

## 纪年對照表
| 太平 | 元年   | 二年   | 三年   | 四年   | 五年   | 六年   | 七年   | 八年   | 九年   | 十年   |
| ---- | ------ | ------ | ------ | ------ | ------ | ------ | ------ | ------ | ------ | ------ |
| 公元 | 1021年 | 1022年 | 1023年 | 1024年 | 1025年 | 1026年 | 1027年 | 1028年 | 1029年 | 1030年 |
| 干支 | 辛酉   | 壬戌   | 癸亥   | 甲子   | 乙丑   | 丙寅   | 丁卯   | 戊辰   | 己巳   | 庚午   |
| 太平 | 十一年 |        |        |        |        |        |        |        |        |        |
| 公元 | 1031年 |        |        |        |        |        |        |        |        |        |
| 干支 | 辛未   |        |        |        |        |        |        |        |        |        |

## 同期存在的其他政权年号
- 中國
  - 天慶（1029年－1030年）：遼時期—大延琳之年號
  - 天禧（1017年－1021年）：北宋—宋真宗趙恒之年號
  - 乾兴（1022年）：北宋—宋真宗趙恒之年號
  - 天聖（1023年－1032年）：北宋—宋仁宗趙禎之年號
  - 明启（1010年－1022年）：大理—段素廉之年號
  - 明通（1023年－1026年）：大理—段素隆之年號
  - 正治（1027年－1041年）：大理—段素真之年號
- 越南
  - 順天（1010年－1028年）：李朝—李公蘊之年號
  - 天成（1028年－1034年）：李朝—李佛瑪之年號
- 日本
  - 寬仁（1017年－1021年）：后一條天皇之年号
  - 治安（1021年－1024年）：后一條天皇之年号
  - 萬壽（1024年－1028年）：後一條天皇之年号
  - 長元（1028年－1037年）：後一條天皇與後朱雀天皇之年号

## 参見
- 中國年號索引
- 其他政权使用的太平年号

## 深入閱讀
- 李崇智. . 北京: 中華書局. 2004年12月. ISBN 7101025129.
- 鄧洪波. . 臺北: 國立臺灣大學東亞經典與文化研究計劃. 2005年3月  [2021-11-27]. ISBN 9789860005189. （原始内容 (pdf)存档于2007-08-25）.
- 徐红岚. . 瀋陽: 辽宁教育出版社. 1998年5月. ISBN 7538246193.

| 前一年號： 開泰 | 辽朝年号 | 下一年號： 景福 |